# Rabenberg (Wolfsburg)

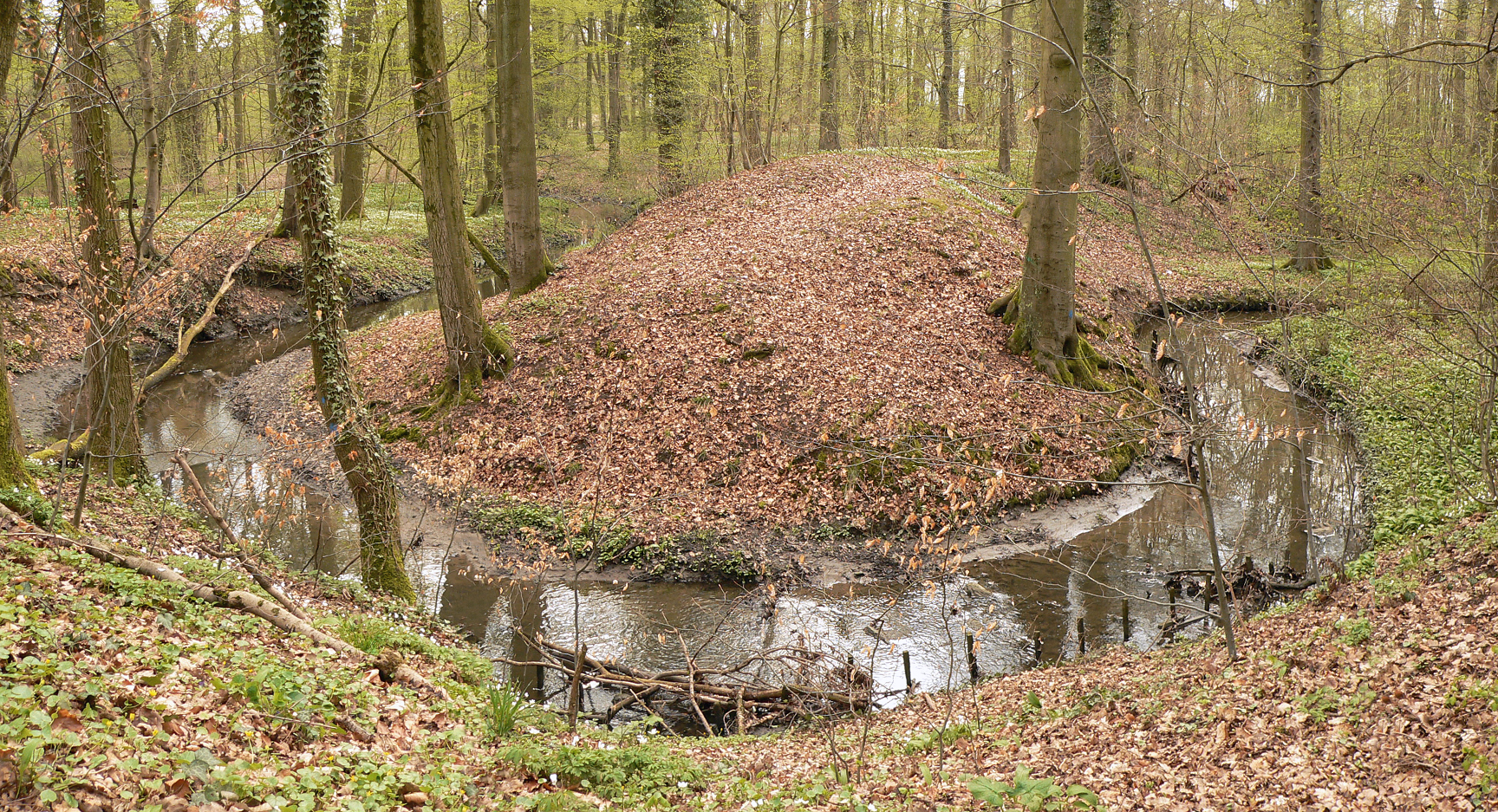
Bachschleife der Stemmelriede um einen Wall der Burg Rothehof

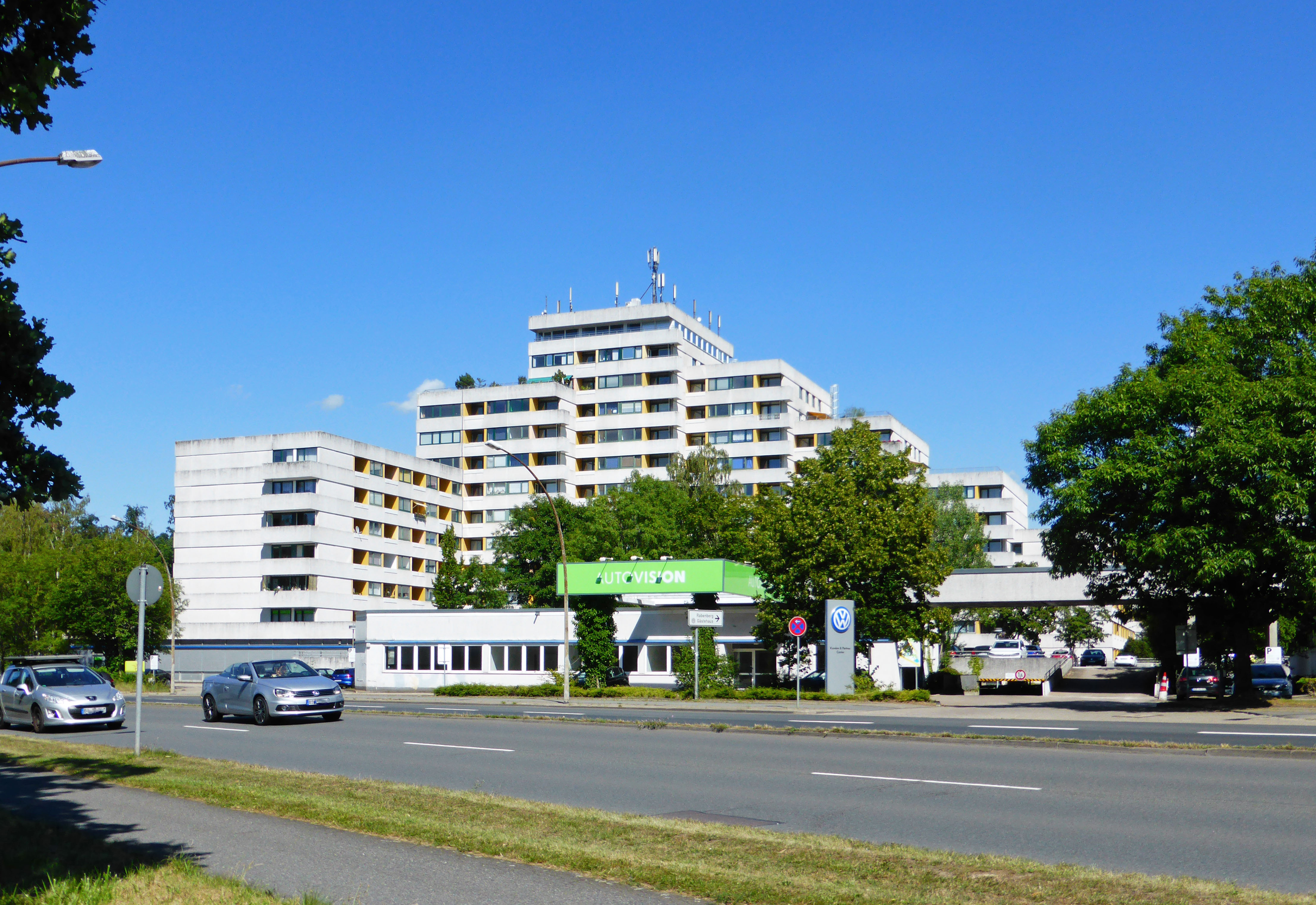
Burgwall-Center

Der Rabenberg ist ein Stadtteil von Wolfsburg.

## Lage und Beschreibung
Zentral gelegen, unweit der Innenstadt liegt der Rabenberg direkt am Wald (Raumehorstgehege). Zahlreiche Gewässer prägen das Umfeld des Stadtteils, so diverse Quellen sowie der Stemmelteich und der Ziegelteich. Der Straßenname „Burgwall“ erinnert an die dort im Stadtwald gelegene Turmhügelburg Rothehof am Bach Stemmelriede. Der heute noch etwa 3 m hohe und von einem Wall und Graben umgebene Burghügel war Adelssitz der Rothehöfer Linie des Geschlechts derer von Bartensleben. Wenige Meter von der früheren Burgstelle entfernt sind im Wald noch einige inzwischen restaurierte Fachwerkhäuser des historischen Wohnplatzes Rothehof erhalten. Zum Stadtteil gehört auch der im Wald südlich des Rabenbergs gelegene Hegeberg mit etwa 20 Einfamilienhäusern, dessen einzige Straßenanbindung zum Rabenberg besteht.

## Geschichte
Im Jahre 1938 – dem Jahr der Stadtgründung – war die einzige bereits vorhandene Bebauung im Gebiet des heutigen Stadtteils Rabenberg die Forstsiedlung Rothehof; die am Rand des Stadtteils gelegenen Teiche waren ebenfalls schon vorhanden. 1958 begann der Wohnungsbau im Stadtteil Rabenberg, zunächst war der entstehende Stadtteil nur über die Straße Burgwall zu erreichen. 1960 wurde der Marktplatz angelegt. 1960/61 wurde die katholische Kirche St. Heinrich erbaut, und 1961 am Marktplatz ein Postamt und eine Volksbank-Zweigstelle eröffnet. 1962 eröffnete die Rabenbergschule (Volksschule XI., heute Eichendorff-Grundschule) und 1964 das VW-Gästehaus. In den 1960er Jahren wurde auch die im Wald gelegene kleine Siedlung Hegeberg erbaut. Mit dem 1968/69 erbauten Burgwall-Center wurde die Bebauung des Stadtteils weitgehend abgeschlossen. Von 2009 bis 2013 wurden westlich der Straße Uhlenhorst noch einige Reihenhäuser erbaut.

## Politik
Der Rabenberg bildet gemeinsam mit den benachbarten Stadtteilen Eichelkamp, Hageberg, Hohenstein, Klieversberg, Laagberg und Wohltberg die Ortschaft Mitte-West, die durch einen Ortsrat vertreten wird. Ortsbürgermeister ist seit November 2021 Sabah Enversen (SPD).

## Sehenswürdigkeiten
- Rothehof – historischer Wohnplatz
- Rothehof – Turmhügelburg (Reste)
- ehemalige St.-Heinrich-Kirche (erbaut 1960/61 durch Peter Koller jun., profaniert 2019)
- Arboretum Wolfsburg

### Kunst im Stadtbild

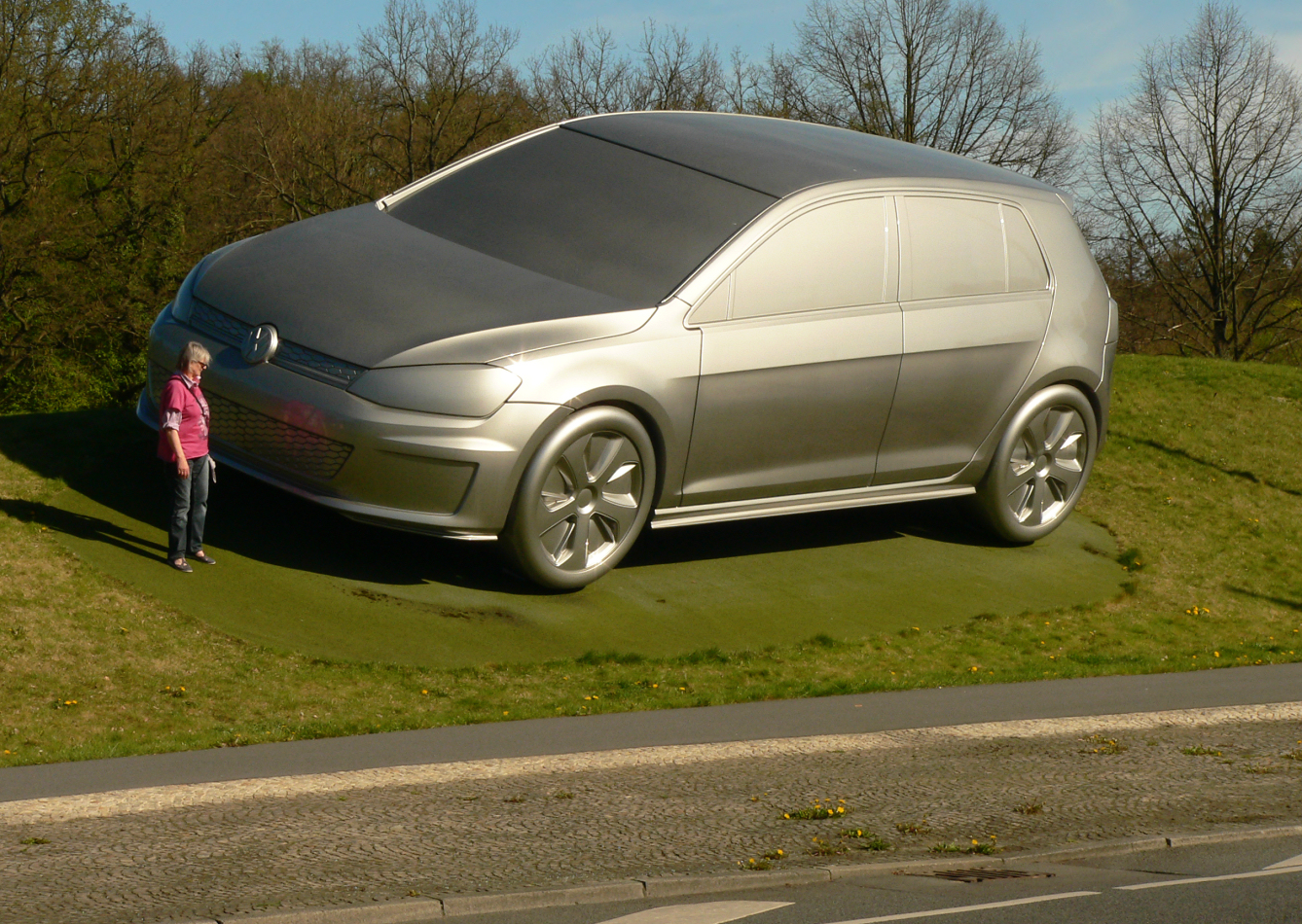
Golf-Skulptur (2019)

- Plastik „Die Waage“ (1991) von Michael Hischer an der Braunschweiger Straße.[3]
- Golf-Skulptur – übergroße Nachbildung eines VW Golf VII GTI. Die heutige silbergraue Skulptur wurde am 12. Juli 2016 aufgestellt.[4] Hersteller der Karosserie war die Firma Edag, die Unterkonstruktion wurde von der Stahlbau Hahner GmbH & Co. KG aus Böckels angefertigt.[5] Zuvor wurde am 19. Mai 2015 erstmals eine Golf-Skulptur an dieser Stelle errichtet, ein Geschenk der Volkswagen AG an die Stadt Wolfsburg zu ihrem 75. Geburtstag. Das Unternehmen am surf in Wettstetten hatte sie 2013 hergestellt.[6] Diese ursprüngliche weiße Skulptur erwies sich als nicht ausreichend widerstandsfähig gegen Umwelteinflüsse und wurde entsorgt.[7] Die Farbe der heutigen Skulptur wird von Volkswagen Tungsten Silver Metallic genannt.

## Infrastruktur
Der Rabenberg ist über zwei Zufahrten von der Braunschweiger Straße zugänglich, den Burgwall und die Rabenbergstraße. Am Burgwall befindet sich ein Hochhauskomplex (Burgwall-Center), der zum Teil als Bürofläche der Volkswagen Group Services GmbH genutzt wird. An der Einmündung des Burgwalls in die Rabenbergstraße findet sich ein kleiner Marktplatz. Der Stadtteil liegt nahe der Stadtmitte und dem VW-Bad.
Die Einkaufsmöglichkeiten am Rabenberg sind eingeschränkt, da es nur einige Läden der Nahversorgung sowie Ärzte gibt. Ein öffentlicher Bücherschrank steht seit 2020 auf dem Marktplatz.

## Religion

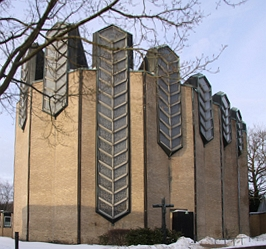
Kirche St. Heinrich

Die St.-Heinrich-Kirche, 1960/61 durch Peter Koller jun. als römisch-katholische Kirche in Form einer Krone erbaut, befindet sich am Westrand des Stadtteils. Die nach Heinrich II. benannte und zuletzt zur Wolfsburger Pfarrgemeinde St. Christophorus gehörende Kirche wurde 2019 profaniert. Neben der Kirche befindet sich die gleichnamige katholische Kindertagesstätte, am Ostrand des Stadtteils die katholische Grundschule Eichendorff-Schule mit Schulkindergarten.
Das Gemeindehaus der evangelisch-lutherischen Johannesgemeinde an der Ecke Rabenbergstraße / Am Ziegelteich gehörte seit 2006 zur damals neu gegründeten Stadtkirchengemeinde Wolfsburg, in der die Johannesgemeinde aufging. Am 3. August 2008 fand dort der letzte Gottesdienst seitens der Stadtkirchengemeinde statt. Es war zuletzt jedoch an die evangelische ChristusBrüderGemeinde als Gemeindezentrum vermietet gewesen. Da sich die ChristusBrüderGemeinde Ende 2015 die St.-Joseph-Kirche gekauft hatte, wurde das Johanneshaus geschlossen und an ein Bauunternehmen verkauft, welches 2016 das Gemeindehaus abgerissen und 2017 auf dem Grundstück ein Wohnhauses erbaut hatte. Weiterhin von der evangelisch-lutherischen Kirche genutzt wird die Johannes-Kindertagesstätte am Ziegelteich, in der auch Veranstaltungen der Stadtkirchengemeinde stattfinden. In der dortigen Turnhalle fanden zunächst die regelmäßigen Gottesdienste der Stadtkirchengemeinde statt, vom 19. Oktober 2014 wurde der Musikraum der katholischen Eichendorffschule dafür genutzt. Am 17. März 2019 fand dort wegen der gesunkenen Zahl der Besucher der letzte Gemeindegottesdienst der Stadtkirchengemeinde im Stadtteil Rabenberg statt.

## Bildung
- Johannes-Kindertagesstätte, 1962 eröffnet[11]
- Kindertagesstätte St. Heinrich, 1967 eröffnet
- Eichendorffschule (katholische Grundschule), 1962 als städtische Volksschule XI. eröffnet